# Thống đốc New Jersey
Thống đốc bang New Jersey là người đứng đầu bang New Jersey và là tổng tư lệnh Quân đội Quốc gia New Jersey. Thống đốc có nhiệm vụ thực thi luật pháp tiểu bang và quyền phê duyệt hoặc phủ quyết các dự luật được thông qua bởi Cơ quan lập pháp bang New Jersey, để triệu tập cơ quan lập pháp và cấp ân xá ngoại trừ trong các trường hợp phản quốc hoặc luận tội.